# Albertus Pictor
Albertus Pictor, Albert målare eller Albrekt målare, förmodligen född i Tyskland kring 1440–1445, död 1509 i Stockholm, var en tysk-svensk kyrkomålare. Han var främst verksam i Mälardalen och kallades också Albrekt pärlstickare samt signerade ibland sitt arbete som Albertus Immenhusen. Idag finns det 39 kyrkointeriörer i olika bevarandegrad som anses vara målade av honom eller hans verkstad. 

## Biografi
Albertus Pictor kom förmodligen till Sverige från Tyskland. Bland annat hans namn och att han använt sig av tyska förlagor tyder på det, men även på grund av att han bland sina motiv uppvisar judiska karikatyrer vilket annars inte var vanligt i Sverige, som inte hade någon judisk befolkning på den tiden. I målningarnas språkband förekommer också vissa germanismer. I Sala sockenkyrka kan man läsa signaturen "Albertus Y(m)menhusen". Samma signatur, återgiven med stavningen Immenhusen, skall även ha funnits i Sollentuna kyrka och i Helga Trefaldighets kyrka i Uppsala på numera försvunna textband, som dock är kända genom avskrifter från 1600-talet. Under medeltiden fanns det flera tyska orter med namnet Ymmenhusen och det är osäkert vilken som avses.
Det ganska stora antal källor som han omnämns i gör att man vet mer om honom än om någon annan svensk medeltida hantverkare. Den första svenska källan som nämner Albertus gör det 1465 när han blir upptagen i borgerskapet i Arboga. För att bli det så bör han ha varit mästare och därmed redan fullt utbildad. Första gången han omnämns i Stockholm är när han nämns i stadens jordebok när han låter barnen till sin nya hustru Anna, änkan till en Johan målare, få ut sitt fädernearv. Giftermålet var ett sätt att få överta en plats som mästare i staden och även en verkstad och kundkrets. Samtidigt säkrades änkans försörjning. Mellan 1479 och 1508 nämns Albertus tio gånger i Stockholms tänkeböcker i samband med olika tvistemål. Från 1509 finns en källa som säger att Albertus spelat orgel på en begravningsmässa i Helga Lekamens gilles kor i Storkyrkan. 1507 sägs han vara sjuk och ligga sängbunden. 1509 försvinner han ur Stockholm skottebok och har därmed förmodligen avlidit under året. Hans hustru var fortfarande vid liv 1522.

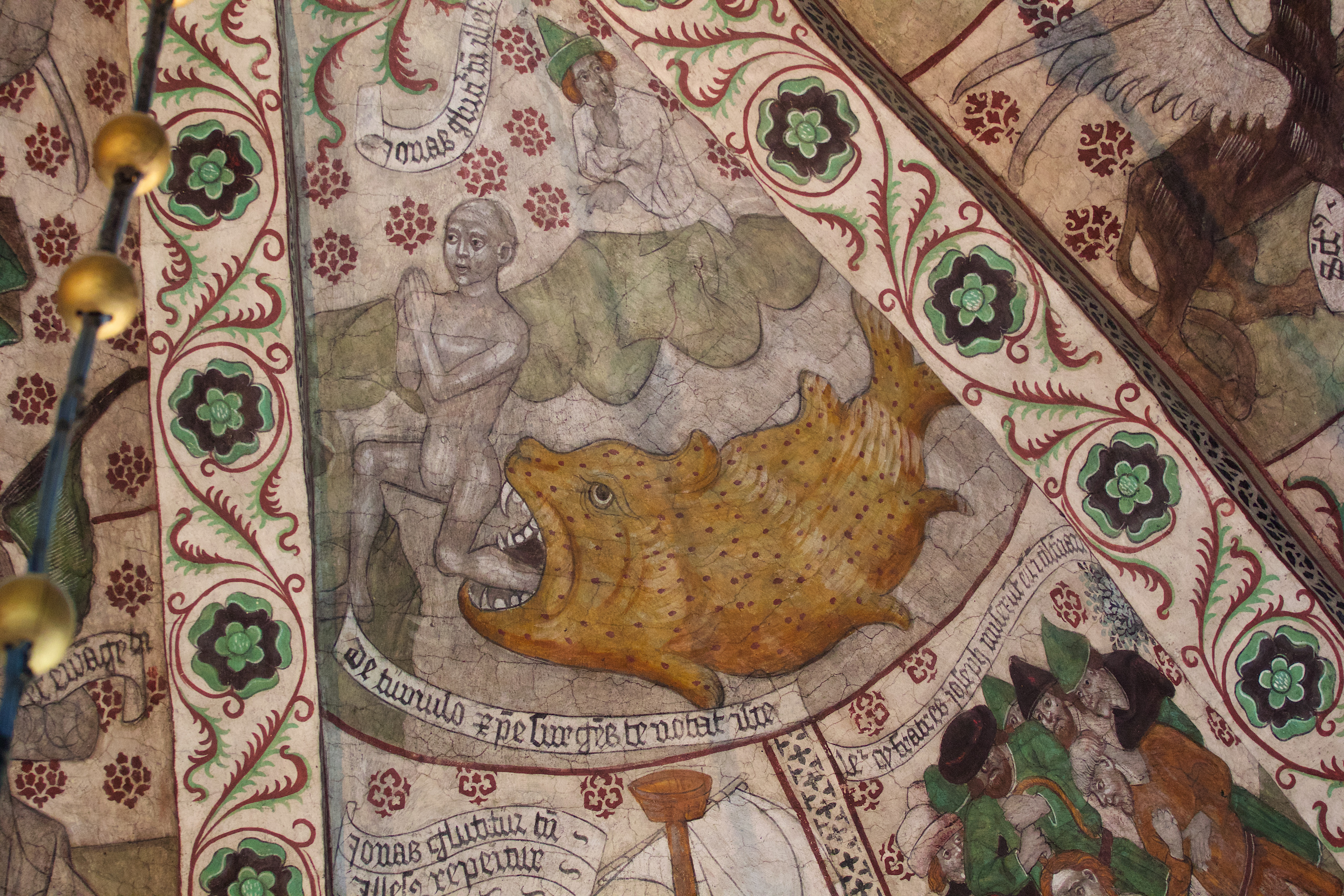
Valvmålningar i Täby kyrka.

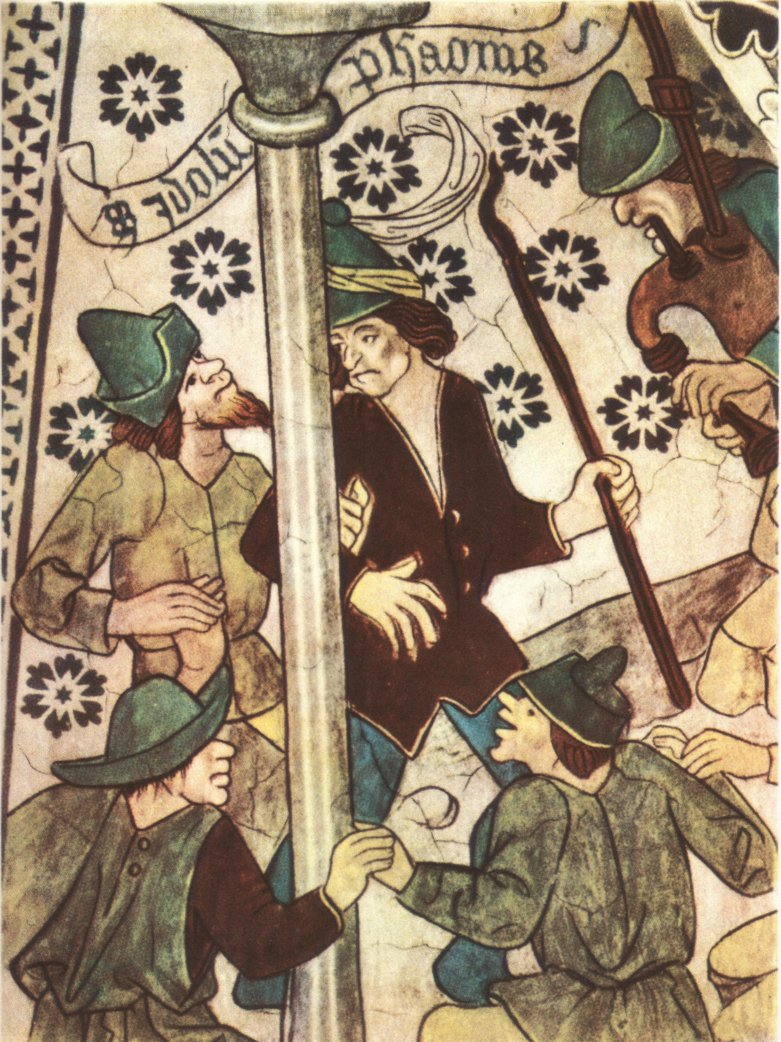
Dansen kring guldkalven, kalkmålning Härkeberga kyrka.

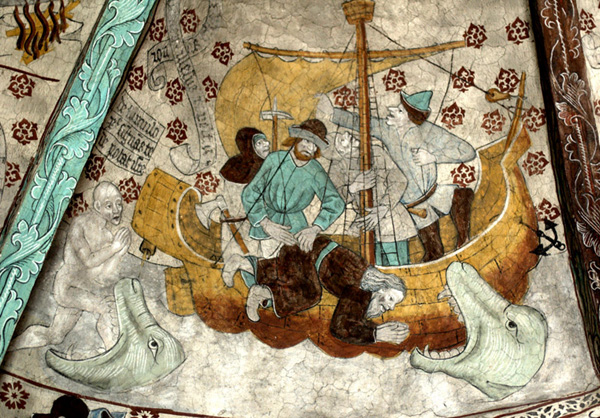
Profeten Jona kastas i havet och uppslukas av valfisken, kalkmålning i Härkeberga kyrka.

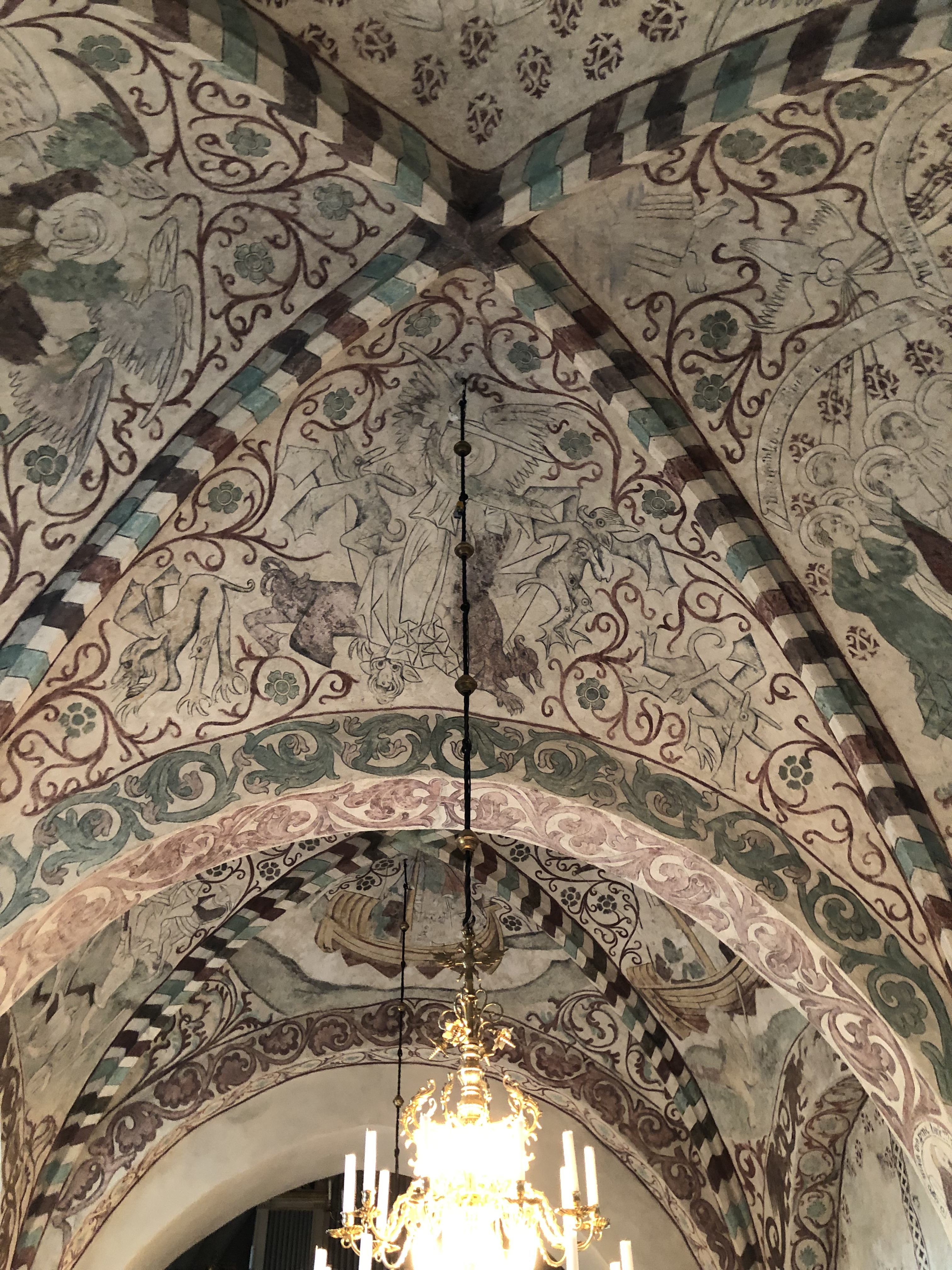
Takmålningar i Lids kyrka.

## Verkstaden
Antalet målade kyrkor gör Albertus Pictor till den mest aktive ledaren för en målarverkstad under 1400-talet. Han hade sin verkstad i Stockholm men målade kyrkointeriörer i Uppland, Västmanland, Södermanland och Norrbotten. En verksamhet som Albertus Pictors skall snarast ses som ett slags företag som drevs av en mästare som till sin hjälp hade ett flertal gesäller och lärlingar, kanske 4–6 personer, som utförde arbetet efter hans instruktioner. Alla målningssviter bör betraktas som verkstadsarbeten och inte mästarens egenhändiga arbete, det är idag omöjligt att säga exakt vem som målat vad. En duktig och erfaren gesäll kan rent tekniskt ha varit en lika skicklig målare som mästaren.
I en del källor och i den nu försvunna signeringen av Kumla kyrka så omnämns Albertus som pärlstickare istället för målare. Det var inte ovanligt att medeltida hantverkare kunde kombinera flera olika hantverk och arbetet med att måla kyrkor kunde bara utföras under sommarhalvårets långa ljusa dagar. En källa som omnämner att Nådendals kloster var skyldig Albertus Pictor pengar för ett altarskåp visar på att han även bedrivit handel med altarskåp och skulpturer som målats och sålts vidare. Det finns även en handskrift med bokmålningar som tillskrivits Albertus Pictor.

## Attribuering
Albertus Pictors målningar anses bevarade i 37 kyrkor. Nio av målningssviterna är antingen signerade med någon variant av Albertus namn eller så har signeringen dokumenterats innan de förstörts. Övriga målningar tillskrivna Albertus Pictor bygger på attribueringar gjorda av forskare. Attribuering på stilistisk grund bygger på jämförelser med de kyrkor som har säkra signeringar, vilket kan vara vanskligt särskilt när det rör sig om verkstadsarbeten. Ornamentiken har traditionellt varit viktig för attribuering, den är dock i högre grad ett allmängods och är mer generell i sitt uttryck och lättare att kopiera än figurmålning. Många målningssviter är också starkt påverkade genom överkalkning och framtagning med påföljande restaurering eller genom andra skador. Albertus Pictors måleri skiljer sig dock så mycket från samtida svenska målare att det oftast inte kan vara något tvivel om upphovsman. Det är dock tänkbart att det i vissa fall snarare rör sig om starka influenser.

## Stil och motiv

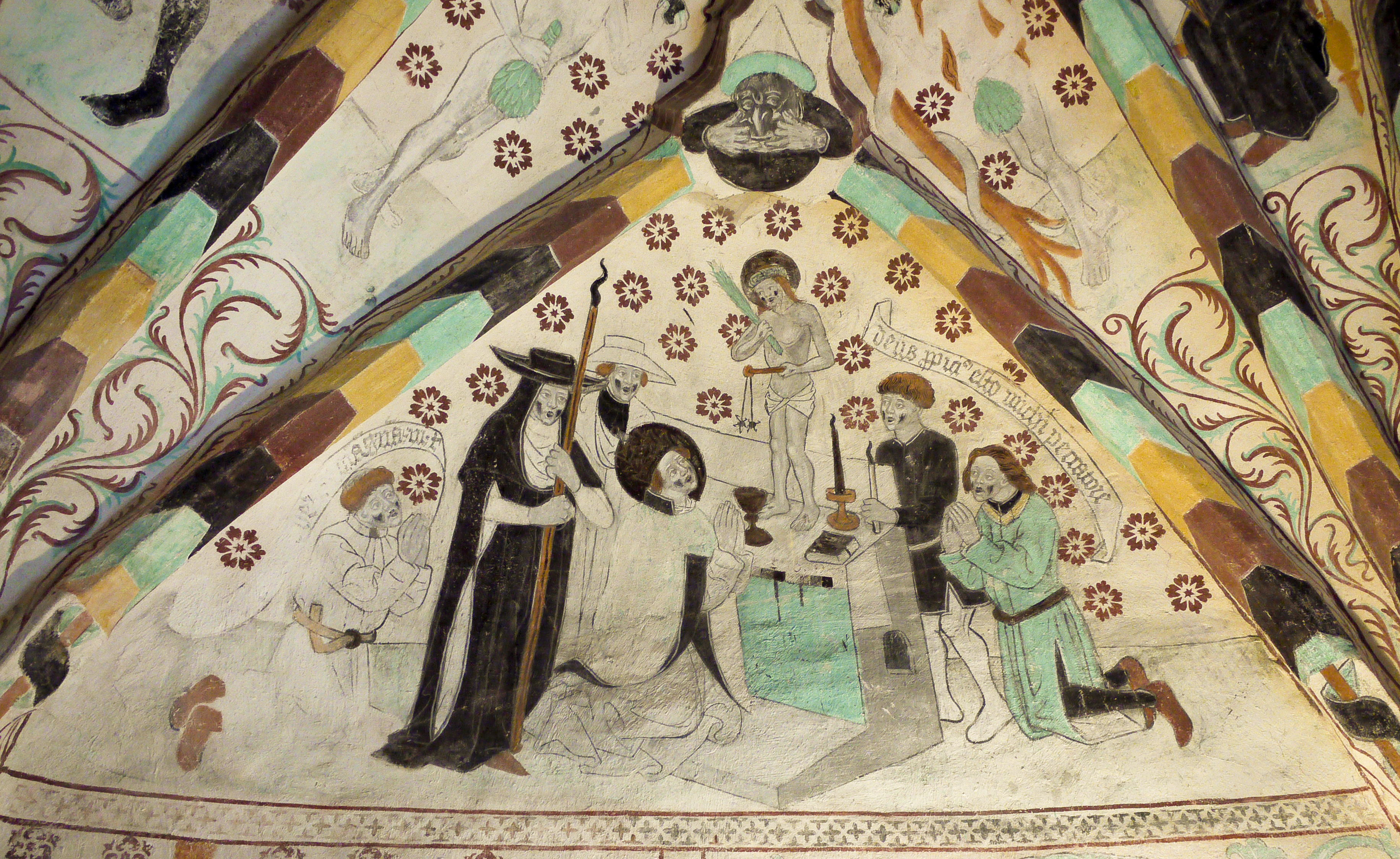
Gregorii mässa, där figuren till höger sannolikt är ett självporträtt, Härkeberga kyrka.

Albertus Pictors målningar skiljer sig från andra samtida målare genom ett ovanligt livfullt och rörligt uttryck. Målningarna är jämförelsevis plastiska med högdagrar och skuggningar, särskilt i de individuellt varierade och anatomisk korrekt avbildade ansiktena. Hår har getts volym genom att slingor har målats. Klädernas veck i brutna-linjen-stil är djupt skuggade. Det är även påtagligt att ett ovanligt stort urval av pigment har använts. Färger har målats i flera lager och genomskinliga lasyrer har använts. Tekniken påminner mer om oljemåleri på pannå än den teknik som traditionellt använts i svenskt kalkmåleri, vilket varit mycket mer linjebaserat. Vad gäller ornamenten så finns vissa för Albertus Pictors verkstad typiska drag. Även här förekommer det glansdagrar som ger ett mer plastiskt intryck och även här har lasyrer använts.
Albertus Pictor verkar ha haft ett rätt självständigt inflytande över motivval. Bildprogrammet varierar mellan olika kyrkor men har ändå ett tydligt mönster. Till skillnad från målningar utförda av målare från de så kallade Tierps- och Mälardalsskolorna så målar Albertus Pictor även figurscener i valven och inte bara på väggarna. I korets östra valvkappa är oftast motivet nådastolen målat. Övriga fält i korvalvet innehåller oftast profeter eller kyrkofäder. Ovanför triumfbågen finns nästan alltid en skildring av Marie kröning. I långhuset så framställs scener från det Gamla testamentet i relation till scener från det Nya testamentet, så kallad typologisk bibeltolkning där händelser i Gamla testamentet ses som förebud till händelser i Nya testamentet. Direkt förlaga till dessa sammankopplade motiv är bildbibeln Biblia pauperum som dessutom ofta har utgjort förlaga till de enskilda motiven. De nytestamentliga scenerna löper som en bildfris längs med väggarna medan de gammaltestamentliga scenerna finns i valven ovanför. På västväggen avbildas ofta yttersta domen. I vapenhusen målades ofta moraliserande motiv som till exempel livshjulet eller djävulsscener med häxor och tjuvmjölkning, som har varit avsedda som en sorts varning för det onda. Ornamentiken är mycket konsekvent använd för att betona arkitekturen och kyrkorummets indelning. Bildfält avgränsas av schablonbårder och bakgrunderna är fyllda av schablonornament.

## Peter målare
Äldre forskning trodde att Albertus Pictor var elev till en målare vid namn Peter som ansågs ha varit en förnyare och stilbildare av det svenska kyrkomåleriet vid mitten av 1400-talet. Arbetet med målningssviterna i ett antal kyrkor i Södermanland, i Sala sockenkyrka i Västmanland och i Solna kyrka i Uppland ansågs ha letts av Peter med Albertus som en av flera medhjälpare, denne skulle sedan ha tagit upp hans stil och fört den vidare. Det står dock klart att det i själva verket handlar om Albertus Pictors tidiga arbeten. Missuppfattningen kring Peter beror på att Hans Hildebrand feltolkade ett textfragment i Ösmo kyrka när målningarna knackades fram 1872. Senare forskning tenderade att attribuera liknande målningar till samma namn och kom att se finare måleri i dessa kyrkor som verk av Peter och lite grövre som den unge Albertus arbete. Målningarna i flera av de kyrkor som skulle ha varit verk av Peter är dock signerade av Albertus som därmed rimligen måste ha varit mästaren. Förutom den feltolkade texten finns det heller inga andra referenser till någon Peter målare.

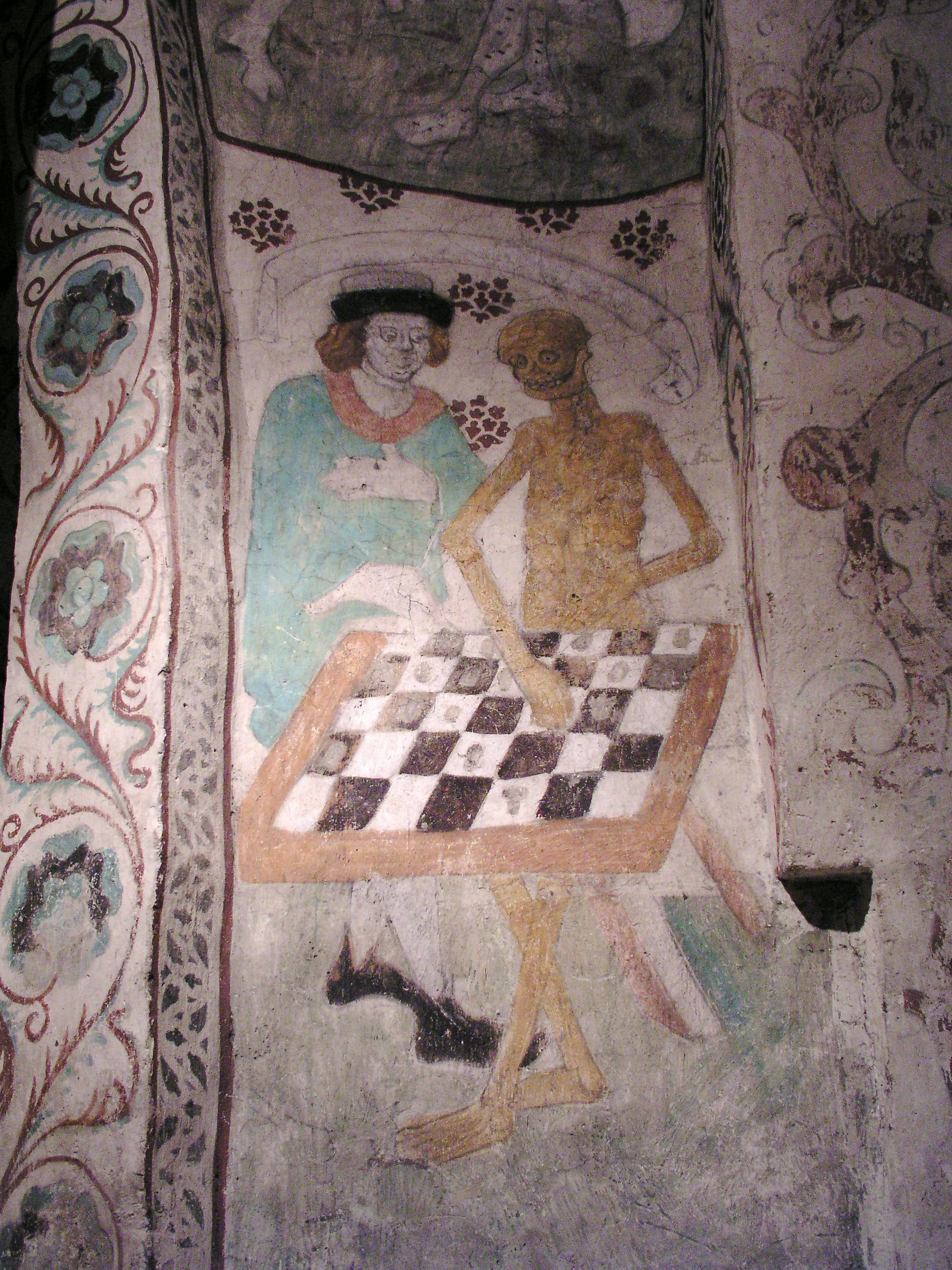
Döden spelar schack i Täby kyrka.

## Dekorerade kyrkor[13]

### Uppsala stift
- Almunge kyrka, osignerade, tillskriven Albertus, tre valv och vapenhus. Målningarna tidigare överkalkade men framtagna och restaurerade 1910. Rengjorda och konserverade 1963 och 2018.
- Bälinge kyrka, osignerade, tillskrivna Albertus, målningarna överkalkade vid kyrkans ombyggnad 1784–1788, men det på korets nordmur och norra valvkappa kunde tas fram 1938. Vid en restaurering 2008 fann man under golvet fragment av valvmålningar.
- Danmarks kyrka, två valv, målningarna mycket hårt restaurerade 1891, då man kalkade över medeltida målningar och målade nytt över. 1957–1958 avlägsnades nykalkningen.
- Helga Trefaldighets kyrka, uppgavs på 1600-talet ha varit signerad av Albertus, målningarna hårt restaurerade och delvis övermålade 1905. Konserverade 2015.
- Husby-Sjutolfts kyrka, signerade "Albertus Pictor" över sakristias dörr, endast väggarna har bevarade målningar, i vapenhuset är de möjligen aldrig överkalkade, hårt restaurerade 1879.
- Håbo-Tibble kyrka, väggmålningarna i stora delar av långhuset samt målningarna i vapenhuset attribuerade till Albertus Pictors verkstad. De överkalkades 1759, men framtogs och konserverades 1915 och rengjordes 1952.
- Härkeberga kyrka, målningar attribuerade till verkstaden i kyrkorummet och vapenhuset. Valvens målningar har aldrig varit överkalkade, väggarna har däremot varit överkalkade och framtogs 1936, då även valven rengjordes. Draperimålningen imålades 1936. Målningarna rengjordes 1992. Målaren ber i jagform ovanför sitt självporträtt.
- Härnevi kyrka, målningar attribuerade till verkstaden i kyrkorummet och vapenhuset, målningarna i valvet har aldrig varit överkalkade.  Väggarna däremot överkalkade och framtagna vid restaureringen 1956–57. Koret är återställt i medeltida skick. Rengjorda och konserverade 2018–19.
- Jumkils kyrka, målningar i ett valv, i koret, på triumfbågen och väggarna, delvis utplånade. Målningarna togs fram 1932 och rengjordes 1970. Konserverade 2018.
- Kalmar kyrka, signerade "Albertus" 1485, enligt Peringsköld. Hela interiören överkalkad, fragmentariska målningar.
- Löts kyrka, Uppland, Albert Målares skola, målningar i tre valv på korväggen, restaurerade 1908, rengjorda och retuscherade 1951.
- Odensala kyrka, fyra valv med aldrig överkalkade målningar attribuerade till verkstaden, väggarnas målningar tidigare överkalkade och retuscherade 1896. Brand 1940, ny restaurering, konserverade 1973.
- Sankt Pers kyrka, Uppsala, fragment tillvaratagna vid utgrävningar av kyrkan på 1960-talet antyder en stil som påminner om Albertus. Efter en brand 1473 målade Albertus kyrkan som dock slutgiltigt blev förstörd i den stora branden 1702. Hans kalkmålningar finns dock kvar i en mångfald fragment förvarade i Upplandsmuseets magasin i Uppsala.
- Uppsala domkyrka, målningar i De Geerska gravkoret (Sankt Eriks kor) påminner om Albertus stil, men är så kraftig förändrade i samband med restaureringen 1885–1893 att ingen säker stilbedömning kan göras. Målningarna utfördes omkring 1480. Målningarna återupptäcktes och restaurerades bitvis hårt 1891–1892.
- Vaksala kyrka, Albertus har målat hela väggarna i norra kapellet, men i det södra endast deras nedre del. Målningarna överkalkades 1793–1795, men togs fram och konserverades 1929.
- Vittinge kyrka, målningar i tre valv, hårt restaurerade 1892–1894 och nyrestaurerade 1936. Att 1800-talsmålningen sitter på ny puts på de gamla målningarna upptäcktes först 1968.  Rengjordes 1971.
- Vänge kyrka, målningar i tre valv samt i vapenhuset som attribuerats till verkstaden, på 1800-talet hårt restaurerade, 1935 ny restaurering, konserverade 1975.
- Yttergrans kyrka, två mindre valv och vapenhus med överkalkade målningar restaurerade 1927 samt 1971 rengjorda och försiktigt retuscherade. Åter konserverade 2014.
- Åkerby kyrka, numera överkalkade målningar på syd- och nordvägg. Mässhakskors attribuerat till Albertus bevarat.
- Österunda kyrka, i kyrkans valv och i hela vapenhuset finns målningar attribuerade till verkstaden. De överkalkades på 1700-talet, men knackades fram 1961–1962.
- Övergrans kyrka, fyra valv och vapenhus med tidigare överkalkade målningar, utförda omkring 1470–1473, framtagna 1972, delvis svårt skadade. Rengjorda och konserverade 2013–2014.

### Västerås stift
- Dingtuna kyrka, målningar endast i koret och på triumfbågen, hårt restaurerade 1898, konserverade och rengjorda 1968.
- Kumla kyrka, signerad 1482 "Pictore Albert perlstickare 1482", enligt Johannes Rudbeckius. Målningarna i kyrkans båda valv och vapenhus aldrig överkalkade, restaurerade 1890 och 1930. Väggar och vapenhus restaurerade 1888. 1931 slipades 1800-talsmålningen bort igen. Konserverade 1990 och 2017.
- Sala sockenkyrka, målningar i tre valv och på väggarna. Målningarna utförda omkring 1470 samt signerade "Albertus Ymmenhusen". Restaurerade 1931, rengjorda och konserverade 1968.
- Västerås domkyrka, dåligt bevarade målningsfragment på sydväggen, textilrester från mässhakskors med vapensköld av Albertus.

### Stockholms stift
- Bromma kyrka, två valv, målningarna hårt restaurerade 1906, konserverade 1954.
- Eds kyrka, enligt Peringskiöld signerade "Albertus" 1487, endast fragment av väggmålningarna bevarade, restaurerade 1918, vissa skador lagade 1987–1988.
- Sollentuna kyrka, av målningarna i långhuset finns endast de på väggarna kvar, men i vapenhuset täcker de ännu både väggar och valv. De överkalkades 1780, men framtogs 1912 och blev då hårt restaurerade med övermålningar som man försökte ta bort i slutet av 1930-talet. Målningarna signerades 1483 av "Albertus Immenhusen", enligt Martin Aschaneus.
- Solna kyrka, målningar i två valv, restaurerade 1928. Vapenhusets målningar aldrig överkalkade, men hårt restaurerade 1872 och 1928. Nya varsammare restaureringar 1950, 1966, 1972 samt 1978 och 1990.
- Storkyrkan, Stockholm, målningar i själakoret, där prästeståndet sammanträdde, starkt skadade målningar av hög kvalitet, restaurerade 1947.
- Täby kyrka, fyra valv, aldrig överkalkade, väggarna restaurerade 1931 och samtliga målningar konserverade 1979.

### Strängnäs stift
- Floda kyrka, Södermanland, målningar i fyra valv, aldrig överkalkade. Att döma av biskopsvapnet daterbara efter 1479. Norra väggen med målningar restaurerad 1920 retuscherad 1942. Samtliga målningar rengjorda 1972.
- Lids kyrka, Södermanland, Albertus Pictors signering och självporträtt i helfigur finns på södra väggen. Dåligt bevarade målningar. 1952 upptäcktes målningarna under restaureringsarbeten och 1954 framknackades och retuscherades de.
- Torshälla kyrka, Södermanland, osignerade tidigare tillskrivna Mäster Petrus eller Peter målare, ses numera som ett ungdomsverk av Albertus. Fragmentariska målningar i koret, restaurerade 1911 (draperierna nymålade). Målningarna konserverade 1966–1967, ett flertal fria kompletteringar konstaterade.
- Vadsbro kyrka, Södermanland, målningar i tre valv, hårt restaurerade 1903. Att döma av vapnen målade omkring 1467. Framtogs och retuscherades 1902. Restaurerade och rengjorda 1978.
- Vansö kyrka, Södermanland, målningar i fyra valv, hårt restaurerade 1901–1902. Viss framtagning 1938 och konservering. Renovering och ytterligare konservering 1978.
- Vårdinge kyrka, Södermanland, inte förrän 1956 togs de fragmentariska målningarna fram och konserverades, inga kompletteringar.
- Ösmo kyrka, Södermanland, väggar och tre valv med målningar restaurerade första gången 1872 och senare 1934, då spåren av den tidigare renoveringen avlägsnades. I östra valvet finns en namnförkortning, felaktigt tolkad som signaturen Peter. 1971–1972 rengjordes kalkmålningarna.

### Luleå stift
- Nederluleå kyrka, Norrbotten, korets valv och väggar målades på 1480-talet och har attribuerats till Albertus Pictors verkstad. Målningarna överkalkades vid 1700-talets mitt, men framtogs 1909. Målningarna har konserverats 1936 och 2016.